# Zaporoška oblast
Zaporoška oblast (ukrajinsko Запорізька область, latinizirano: Zaporiz'ka oblast'), pogovorno tudi Zaporižja (ukrajinsko Запоріжжя, latinizirano: Zaporižžja) je oblast v jugovzhodni Ukrajini. Njeno upravno središče je mesto Zaporožje, pomembnejša mesta pa so še Melitopol, Berdjansk in Energodar.
Na zahodu meji s Hersonsko, na severu z Dnipropetrovsko, na vzhodu z Donecko oblastjo, z juga pa jo obliva Azovsko morje.

## Zgodovina
Oblast je bila ustanovljena 10. januarja 1939 iz dela Dnipropetrovske oblasti. Razvila se je v pomembno industrijsko regijo z zlasti razvito energetiko (hidroelektrarna, termoelektrarna in jedrska elektrarna Zaporožje), po zaslugi rodovitne zemlje in ugodnega reliefa pa je pomembna tudi kmetijsko.
V času ruske invazije na Ukrajino je pod rusko okupacijo med 23. in 27. septembrom 2022 v Zaporoški in še treh ukrajinskih oblasteh potekal »referendum« o priključitvi Ruski federaciji, ki je bila po uradnih rezultatih v Zaporoški oblasti izglasovana s 93,11 %. 30. septembra je Vladimir Putin podpisal odlok o aneksiji vseh štirih oblasti. Ukrajina, Evropska unija in Združeni narodi so referendume in aneksijo zavrnili in označili za nezakonite. V tem času je Rusija okupirala okoli 70 % ozemlja Zaporoške oblasti, ne pa tudi največjega in glavnega mesta Zaporožja.

## Upravne delitve
Pred reformo julija 2020 se je oblast delila na 20 rajonov in pet mest oblastnega pomena – Berdjansk, Energodar, Melitopol, Tokmak in Zaporožje – podrejenih neposredno oblastni vladi.
Od oktobra 2020 oblast vsebuje pet rajonov:
| Rajon              | Upravno središče | Površina (km²) | Prebivalstvo (2021) | Št. gromad |
| ------------------ | ---------------- | -------------- | ------------------- | ---------- |
| Berdjanski rajon   | Berdjansk        | 4461,56        | 179.118             | 8          |
| Vasilivski rajon   | Vasilivka        | 4287,33        | 184.224             | 11         |
| Zaporoški rajon    | Zaporožje        | 4674,61        | 855.297             | 17         |
| Melitopolski rajon | Melitopol        | 7081,04        | 280.816             | 16         |
| Pološki rajon      | Pologi           | 6762,50        | 167.060             | 15         |

## Prebivalstvo
Ob ukrajinskem popisu prebivalstva leta 2001 se je 70,8 % prebivalcev Zaporoške oblasti opredelilo za Ukrajince in 24,7 % za Ruse. Preostanek so predstavljali Bolgari (1,4 %), Belorusi (0,7 %) in druge narodnosti.
Dobrih 50 odstotkov prebivalcev je kot svoj materni jezik navedlo ukrajinščino, dobrih 48 odstotkov pa ruščino.